# Witold Palak
Witold Palak (ur. 15 czerwca 1956 w Lublinie) – polski podróżnik, autor książek podróżniczych, dwukrotny laureat KOLOSÓW, z wykształcenia psycholog.

## Życiorys
Urodzony w Lublinie. W 1985 roku ukończył studia wyższe na Uniwersytecie Marii Curie-Skłodowskiej w Lublinie, uzyskując tytuł magistra psychologii. W 1988 zamieszkał w Australii, gdzie przebywał przez 8 lat. Przemieszczał się po  świecie, zamieszkując okresowo w Holandii, USA, Singapurze, Indiach, Nepalu. Po powrocie do Polski prowadził własną działalność gospodarczą. Po motocyklowej podróży przez indyjskie Himalaje w 2012 roku, z 16-letnim synem Adrianem, postanowił kontynuować eksplorację tego kraju z pozycji siodełka motocyklowego. Od 2014 roku podróżuje na indyjskim motocyklu Royal Enfield po Indiach, razem z Dorotą Wójcikowską. W maju 2018 zakończyli trwającą niemal 4 lata (z małymi przerwami) podróż dookoła Indii i Nepalu, pokonując trasę długości ponad 40 tysięcy kilometrów.

## Książki
1. „Księżycowa autostrada. Motocyklem przez Himalaje” – Wydawnictwo Bezdroża 2015, ISBN 978-83-283-0426-0. Nagrodzona na Festiwalu Górskim w Lądku Zdroju[2].
2. „Motocyklem przez Indie” – Wydawnictwo Bernardinum 2016, Seria „Poznaj Świat”, ISBN 978-83-7823-734-1[3].
3. „Wigilia wśród łowców głów” – Wydawnictwo Bernardinum 2018, Seria „Poznaj Świat”, ISBN 978-83-8127-184-4
4. „Maharadża i królewski motor” – Wydawnictwo Bernardinum 2021, Seria „Poznaj  Świat”, ISBN 978-83-8127-614-6

## Nagrody
- W 2014 roku – Wyróżnienie w kategorii „Podróże”  na festiwalu podróżniczym KOLOSY w Gdyni (razem z synem Adrianem Palakiem)[4]
- W 2015 roku – Zwycięzca Festiwalu Szalonego Podróżnika w Środzie Wlkp. (razem z Dorotą Wójcikowską)[5]
- W 2015 roku – Zdobywca nagrody im. T. Halika na festiwalu „Podróżnicy” w Bydgoszczy (razem z Dorotą Wójcikowską)
- W 2016 roku – Wyróżnienie w kategorii „Podróże”  na festiwalu podróżniczym KOLOSY w Gdyni (razem z Dorotą Wójcikowską)[6]
- W 2016 roku – Nagroda na festiwalu „To Tu To Tam” w Białymstoku (razem z Dorotą Wójcikowską)